# Grå kägelnäbb
Grå kägelnäbb (Conirostrum cinereum) är en fågel i familjen tangaror inom ordningen tättingar.

## Utseende och läte
Grå kägelnäbb är en liten tätting med spetsig näbb. Fjäderdräkten är övervägande gråaktig med varierande beigefärgad anstrykning på undersidan. Tydligt är ett vitt ögonbrynsstreck och ett litet vitt stråk i vingen.

## Utbredning och systematik
Grå kägelnäbb delas in i tre underarter:
- Conirostrum cinereum fraseri – förekommer i centrala och östra Anderna i sydvästra Colombia samt Anderna i Ecuador
- cinereum-gruppen
  - Conirostrum cinereum littorale – förekommer i västra Andernas västsluttning från Peru till norra Chile.
  - Conirostrum cinereum cinereum – förekommer Anderna i sydöstra Peru och västra Bolivia

## Levnadssätt
Grå kägelnäbb hittas i buskmarker, häckar och trädgårdar. Den ses huvudsakligen i bergstrakter, men i norra Chile och Peru även ända ner till kusten. Fågeln påträffas i par eller familjegrupper, ej i artblandade flockar likt många andra tangaror. Den födosöker rastlöst från låga till höga nivåer vid stånd av frukt och blommor, ofta dold i lövverket.

## Status
Arten har ett stort utbredningsområde och beståndet anses vara stabilt. Internationella naturvårdsunionen IUCN listar den därför som livskraftig (LC).